# پال مال، لندن
پال مال، لندن (انگلیسی: Pall Mall, London) یک خیابان در شهر وست‌مینستر، لندن است.
این خیابان که در ناحیه سنت جیمزس قرار دارد در سال ۱۶۶۱ ساخته شده و از میدان ترافالگار شروع و در خیابان سنت جیمزس به پایان می‌رسد، طول خیابان پال مال ۰٫۶ کیلومتر است.

## نگارخانه

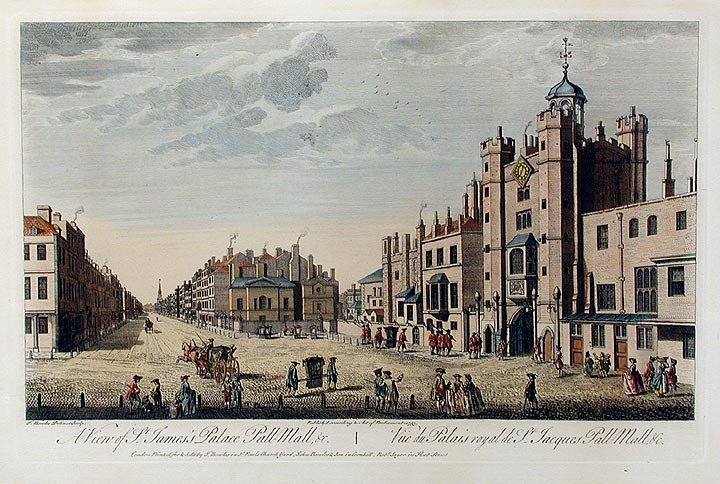
نقاشی خیابان پال مال در سال ۱۷۶۳
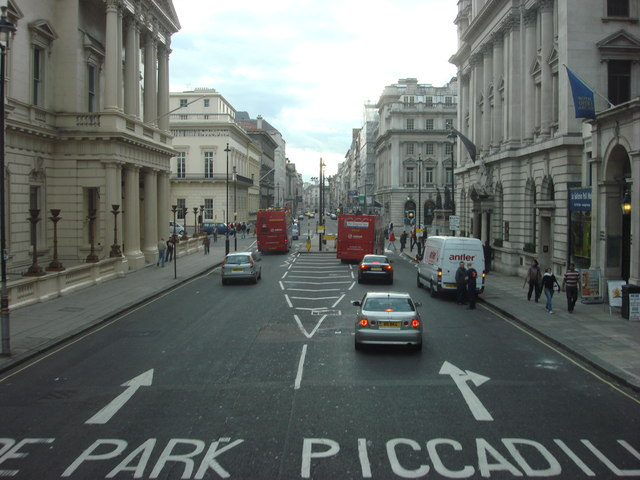
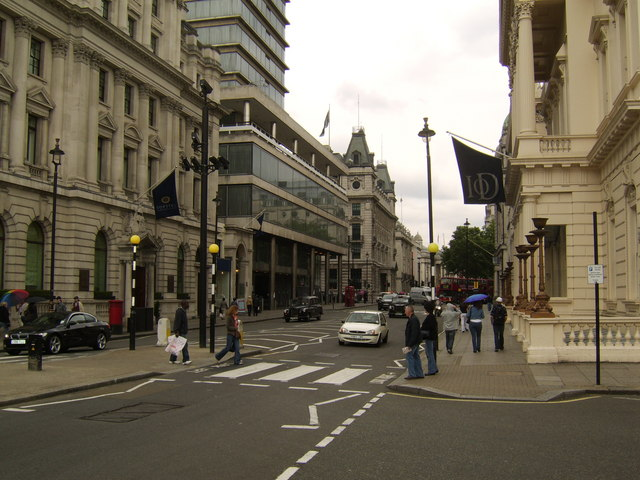
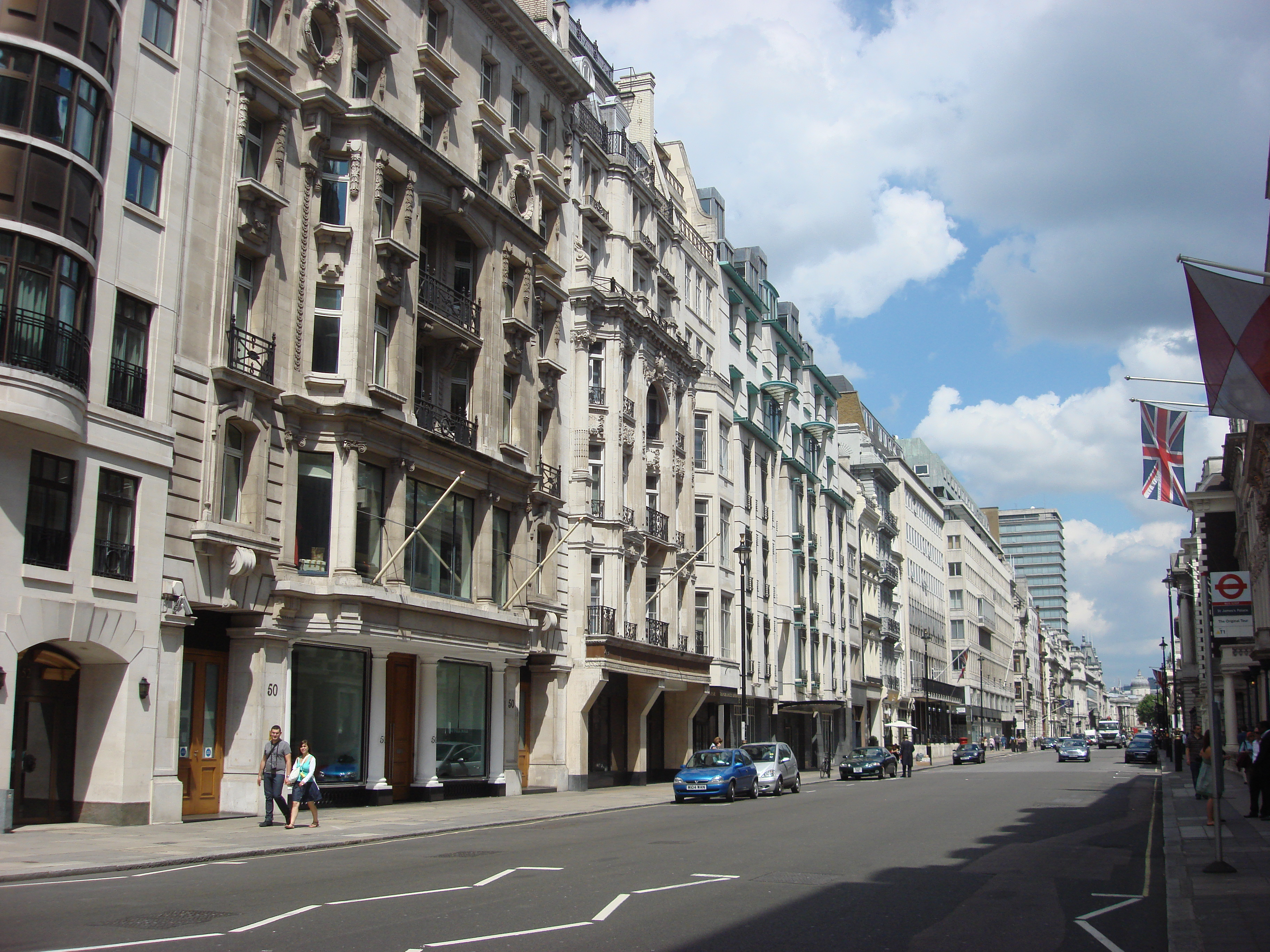